# Faseroptischer Sensor
Ein faseroptischer Sensor (FOS) ist ein spezieller Messaufnehmer (Sensor) für optische Messverfahren auf Grundlage von Lichtwellenleitern (LWL). Bei faseroptischen Sensoren wird die Messgröße nicht durch eine elektrische Größe repräsentiert bzw. übertragen, sondern durch eine optische.
Lichtwellenleiter werden in der Nachrichten- und Kommunikationstechnik zur Datenübertragung, oder auch in der Automatisierungstechnik, eingesetzt und zeichnen sich neben der hohen Bandbreite vor allem dadurch aus, dass sie eine Übertragung ermöglichen, die unanfällig gegenüber äußeren Einflüssen ist, beispielsweise gegenüber elektromagnetischen Feldern.
Trotz dieser im Allgemein guten und störungsfreien Übertragungseigenschaften können auch die optischen Signale in Lichtwellenleitern durch innere und äußere Einflüsse gedämpft oder verändert werden, vgl. Artikel Lichtwellenleiter. Sie reagieren unter anderem stark auf geometrische Änderungen des Wellenleiters durch Biegung, Zug, Druck oder Torsion sowie allgemein gegenüber Änderung der Lichtführungseigenschaften, wie Beschädigungen des Mantelmaterials. An diesem Punkt setzen faseroptische Sensoren an. Bei ihnen ist die Beeinflussung der Lichtsignale durch äußere Parameter explizit erwünscht.
Ausgewertet wird die Änderung verschiedener Parameter des eingesetzten Lichts, dazu zählen vor allem die Intensität, Wellenlänge (Farbe) und Polarisation sowie die Laufzeit der Signale. Am einfachsten lässt sich die Intensitätsänderung und somit die Transmissionseigenschaften über eine Dämpfungsmessung erfassen. Die anderen Parameter benötigen in der Regel einen etwas aufwändigeren Messaufbau, so sind für die Erfassung der Wellenlängenänderung ein Spektrometer und für die Erfassung der Polarisation entsprechende Polarisatoren und Modulatoren notwendig.
Man unterscheidet zwei Klassen faseroptischer Sensoren:
1. intrinsisch: Hier dient die Glasfaser direkt als Messaufnehmer und ist somit zugleich Sensor als auch Leitung. Beispiele sind:
  - faseroptische Drucksensoren, bei denen durch Druck induzierte Biegeverluste zu Transmissionsänderungen in der Glasfaser führen.
  - faseroptische Temperaturmessung zur ortsaufgelösten Temperaturmessung durch temperaturabhängige Raman-Streuung in der Glasfaser.
  - Messung von Dehnung oder Temperatur durch ein in die Glasfaser integriertes Faser-Bragg-Gitter (Bestimmung der reflektierten Wellenlänge durch ein Spektroskop)
  - Faserkreisel zur Messung der Winkelgeschwindigkeit mittels Interferenz zweier in einer aufgewickelten Glasfaser gegenläufig umlaufender Lichtstrahlen (basierend auf dem Sagnac-Interferometer).
  - Das faseroptische Hydrophon zur Messung von Druckschwankungen im Wasser (Unterwassermikrophon) kann nach dem Prinzip des Mach-Zehnder-Interferometers aufgebaut werden. Eine von zwei Faserspulen ist dabei vor Umwelteinflüssen geschützt, die andere befindet sich im Wasser. Druckschwankungen im Wasser verändern die optische Länge dieser Faserspule. Die Empfindlichkeit steigt mit der Anzahl der Wicklungen. Alternative Bauformen des faseroptischen Hydrophons sind beschichtete Endflächen der Faser, die über eine Längenänderung bei Druckänderung ebenfalls eine interferometrische Messung erlauben oder die Nutzung des piezooptischen Effekts (Brechungsindex des Wassers ist druckabhängig).
  - Bei faseroptischen Dosimetern wird der Effekt ausgenutzt, dass durch ionisierende Strahlung Fehlstellen im Glas entstehen, welche zu einer verringerten Transmission führen. Da der Effekt kumulativ und nahezu irreversibel ist, besitzen diese Dosimeter einen größeren Linearitätsbereich und die Anzeige ist langzeitstabiler als bei anderen Bauformen.
2. extrinsisch: Hier dient die Glasfaser nur als Überträger der vom Sensor erfassten Messgröße, die jener als optisches Signal zur Verfügung stellen muss. Beispiele sind:
  - Glasfaser-Pyrometer bei denen die zur Temperaturmessung benutzte Infrarot-Strahlung zu schwer zugänglichen Messorten transportiert werden kann (Hochofen etc.).
  - faseroptische Temperatursonden bei denen die temperaturabhängige Kinetik der Phosphoreszenz von an der Spitze der Glasfaser angebrachten Magnesium-Fluorgermanats zur Temperaturmessung benutzt wird.
  - optische Mikrophone (Glasfaser-Schallwandler[4]) bei denen die Schalldruckänderungen an der Membran in optische Intensitätsänderungen umgewandelt werden, durch Reflexion von Laserlicht an der sich bewegenden Membran.
  - faseroptische Lichtschranken, werden zur Objekterfassung in der Automatisierungstechnik eingesetzt. Optik und Elektronik sind in diesem Fall zu Gunsten der Applikation getrennt angeordnet.
  -  faseroptischer Temperatursensor, dessen Glasfaserspitze mit einem Galliumarsenid-Kristall bestückt ist, der, im Hinblick auf dessen Eigenschaft unter Temperatureinwirkung die Lage der Bandkante zu verändern, ausgewertet wird.[5]